# Вега-Плеяде (газоконденсатне родовище)
Вега-Плеяде — офшорне газоконденсатне родовище біля узбережжя острова Вогняна Земля на півдні Аргентини, у 20 км південніше затоки Сан-Себастіан.

## Загальний опис
Відкрите на території ліцензійної ділянки CMA-1, що розробляється концсорціумом у складі французької Total (37,5 %, оператор), німецької Wintershall (так само 37,5 %) та Pan American Energy. Запаси Вега-Плеяде оцінюються у 25 млрд.м3.
В процесі облаштування на родовищі встановлено одну платформу для розміщення фонтанних арматур в районі з глибинами моря біля 50 метрів та пробурено 3 горизонтальні свердловини на рівні 5,5 км нижче океанського дна. В залежності від результатів розробки припускається можливість буріння додаткових свердловин. Роботи ускладнюються важкими кліматичними умовами Південної Атлантики. Для транспортування продукції прокладено підводний трубопровід довжиною 77 км та діаметром 600 мм, що веде до газопереробного заводу Rio Cullen  на Вогняній Землі.
Видобуток на родовищі розпочався у 2016 році з рівня понад 2 млрд.м3 на рік та перспективою швидкого збільшення до 3,5 млрд.м3. Це повинне на певний час підтримати поставки газу із крайнього півдня Аргентини в умовах поступового вичерпання запасів на родовищах Каріна/Арієс.